# SN 2010fi
SN 2010fi – supernowa typu Ia odkryta 6 czerwca 2010 roku w galaktyce A160544+5604. W momencie odkrycia miała maksymalną jasność 22,10m.